# Xã Monon, Quận White, Indiana
Xã Monon (tiếng Anh: Monon Township) là một xã thuộc quận White, tiểu bang Indiana, Hoa Kỳ. Năm 2010, dân số của xã này là 3.282 người.